# God Is an Astronaut

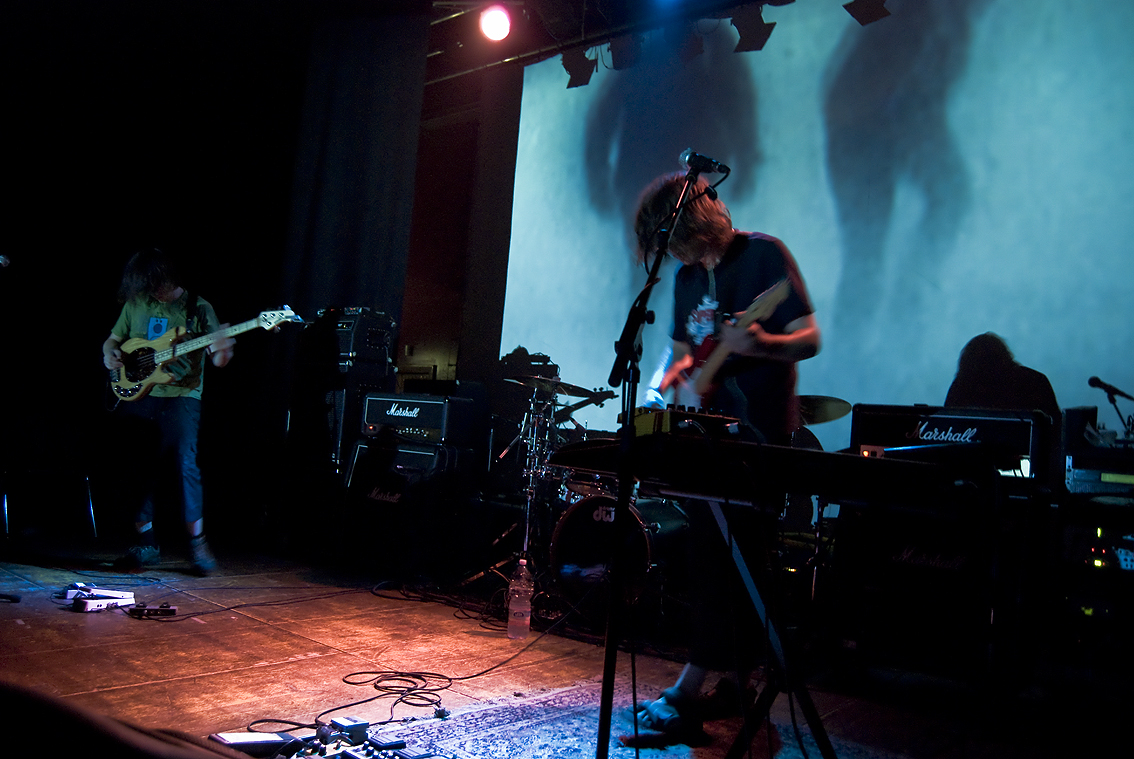
God Is an Astronaut en una presentación en 2009.

God Is an Astronaut es una banda de post-rock instrumental originaria del condado de Wicklow, en Irlanda.

## Historia
La banda fue creada en 2002 por los hermanos gemelos Niels y Torsten Kinsella, quienes tomaron la inspiración para el nombre de una cita de la película Nightbreed, del famoso cineasta y escritor Clive Barker. Ese mismo año lanzaron su álbum debut The End of the Beginning bajo su propio sello discográfico, llamado Revive Records Label. Tienen dos vídeos musicales para sus temas "The End of the Beginning" y "From Dust to the Beyond", que fueron transmitidos por MTV del Reino Unido y por MTV Europa. 
All is Violent, All is Bright, lanzado en 2005, fue el segundo trabajo de la banda. Este álbum se estructura desde tranquilas melodías a otras más intensas y ofrece una representación fiel a su sonido real. El sencillo "Fragile" ha sido reproducido en cadenas europeas de MTV.
En 2006 lanzaron un EP llamado A Moment of Stillness, y en abril del año siguiente lanzaron un nuevo álbum llamado Far From Refuge tanto en el mercado como en forma de descarga digital desde su propia página web. Además el propio álbum fue remasterizado y relanzado en 2011.
Un año después, el 7 de noviembre de 2008, salió a la venta su álbum homónimo God Is An Astronaut de nuevo bajo su propio sello Revive Records Label. El grupo anunció la salida de este nuevo disco a través de su perfil en MySpace un mes antes, en octubre. La portada de este álbum es una pintura original de Dave King titulada "Phoenix Affect Icy November".
La banda subió el 12 de febrero de 2010 un sencillo llamado "In The Distance Fading" en su página web. Más adelante esta misma canción sería la segunda de su nuevo disco lanzado ese mismo año, Age of the Fifth Sun. De nuevo para este trabajo, el grupo uso una pintura de Dave King para la portada del disco.
El 2 de septiembre de 2013 lanzaron el sencillo titulado "Spiral Code", para promocionar el próximo lanzamiento de un nuevo álbum. El día 16 del mismo mes salió a la venta su sexto álbum llamado "Origins", bajo el sello Rocket Girl.

## Presentaciones en vivo
Las presentaciones en vivo de la banda hacen uso de proyecciones editadas por ellos mismos con arreglos luminosos para lograr lo que ellos mismos llaman un "show audiovisual completo". Cada canción va acompañada de su propio vídeo.

## Miembros
Actuales
- Torsten Kinsella - Voces, guitarra, teclados
- Niels Kinsella - Bajo, guitarra, efectos visuales
- Lloyd Hanney - Batería, sintetizadores
- Robert Murphy - Teclado, sintetizador, guitarra (gira 2017-presente)

Anteriores
- Michael Fenton - Batería (2011)
- Gazz Carr - Guitarra (2012-2013)
- Stephen Whelan - Batería (2012-2015)
- Jamie Dean - Teclado, sintetizador, guitarra (2010-2017)

## Discografía

### Álbumes
- The End of the Beginning (2002)
- All Is Violent, All Is Bright (2005)
- A Moment of Stillness (EP) (2006)
- Far From Refuge (2007)
- God Is an Astronaut (2008)
- Age of the Fifth Sun (2010)
- Origins (2013)
- Helios / Erebus (2015)
- Epitaph (2018)
- Ghost tapes #10 (2021)

### Sencillos
- "The End of the Beginning" (2003)
- "From Dust to the Beyond" (2003)
- "Point Pleasant" (2003)
- "Coda" (2004)
- "Fragile" (2004)
- "Fire Flies and Empty Skies" (2005)
- "Beyond the Dying Light" (2006)
- "Tempus Horizon" (2006)
- "No Return" (2007)
- "Shining Through" (2009)
- "In the Distance Fading" (2010)
- "Spiral Code" (2013)
- "Reverse World" (2013)
- "Epitaph" (2018)
- "Komorebi" (2018)